# 劉節 (弘治進士)
劉節（1476年—1555年），字介夫，號雪臺，江西南安府大庾縣人，明朝政治人物。

## 生平
弘治十四年（1501年）辛酉科江西鄉試第一名舉人（解元），十八年（1505年）中式乙丑科會試第六名，二甲第四十二名進士。授兵部武選司主事，正德四年（1509年）三月考察，謫宿松縣知縣，六年（1511年）升廣德州知州，八年（1513年）八月升四川按察司僉事，十二年（1517年）六月升雲南按察司副使、兵備金騰，改廣西按察司副使，升河南布政使司右參政，嘉靖六年（1527年）九月升浙江左布政使，八年（1529年）九月任都察院右副都御史、巡撫山東，九年（1530年）三月改總督漕運，疏陳漕政五事。曾疏舉人才，特薦泰州布衣王艮。十一年（1532年）十月升刑部右侍郎，十二年（1533年）六月致仕歸里，創辦“梅國書院”。三十四年（1555年）卒。

## 著作
著有《梅國集》四十二卷、《寶制堂錄》二卷、《春秋列傳》五卷。編有《廣文選》六十卷、《兩漢七朝文藪》、《周詩遺軌》、《聲律發蒙》等。

## 家族
曾祖劉文遠；祖父劉□；父劉滋，母歐氏。慈侍下。